# Municipio de La Paz (Canelones)
El Municipio de La Paz es uno de los municipios del departamento de Canelones, Uruguay. Tiene como sede la ciudad homónima.

## Ubicación
El municipio se encuentra localizado en la zona sur-oeste del departamento de Canelones. Limita al noreste con el municipio de Las Piedras, al sur y suroeste con el departamento de Montevideo, y al noroeste con el municipio de Los Cerrillos.

## Características
El municipio fue creado por ley 18.653 del 15 de marzo de 2010, y forma parte del departamento de Canelones. Su territorio comprende al distrito electoral CEA de ese departamento.
Según la intendencia de Canelones, el municipio cuenta con una población de 19.532 habitantes, lo que representa el 4% de la población departamental, y se destaca por ser un municipio muy densamente poblado, casi totalmente urbano.
Su superficie es de 33 km².
Forman parte de este municipio las siguientes localidades y zonas:
- La Paz
- Costa y Guillamón
- Villa Paz S.A.
- Barrio Cópola
- Barrio Aires Puros
- Barrio La Lucha
- Barrio Tiscornia
- Barrio Viale

## Autoridades
Las autoridades del municipio son el alcalde y cuatro concejales.
Alcaldes según período:
| Nº | Alcalde                | Partido          | Inicio del mandato      | Fin del mandato         | Observaciones     | Concejales                                                                  |
| -- | ---------------------- | ---------------- | ----------------------- | ----------------------- | ----------------- | --------------------------------------------------------------------------- |
| 1  | Juan Tons              |                  | 2010                    | julio de 2015           | Alcalde elegido   |                                                                             |
| 2  | Bruno Fernández Iguíni | Frente Amplio FA | julio de 2015           | 26 de noviembre de 2020 | Alcalde elegido   | Wiliam Urrutia (FA) Pedro Cruz (FA) Víctor Alves (FA) Carlos Ferrúa (PN)    |
| 3  | Bruno Fernández Iguíni | Frente Amplio FA | 27 de noviembre de 2020 | 2025                    | Alcalde reelegido | Julia Moraes (FA) Alejandro Rubbo (FA) Heber Urrutia (FA) Isabel Solís (PN) |